# Natação no Campeonato Mundial de Esportes Aquáticos de 2011 - 50 m livre masculino
A prova dos 50 metros livre masculino da natação no Campeonato Mundial de Esportes Aquáticos de 2011 ocorreu nos dias 29 de julho e 30 de julho no Shanghai Oriental Sports Center  em Xangai.

## Recordes
Antes desta competição, os recordes mundiais e do campeonato nesta prova eram os seguintes:
| Tipo                  | Atleta      | Tempo | Local     | Data                   |
| --------------------- | ----------- | ----- | --------- | ---------------------- |
|                       | César Cielo | 20,91 | São Paulo | 18 de dezembro de 2009 |
| Recorde do campeonato | César Cielo | 21,08 | Roma      | 1 de agosto de 2009    |

## Medalhistas
| Ouro                    | Prata            | Bronze              |
| César Cielo Filho (BRA) | Luca Dotto (ITA) | Alain Bernard (FRA) |

## Resultados

### Eliminatórias
121 nadadores  de 91 nações participaram da prova. 16 competidores se classificaram para as semifinais.
| Pos. | Bateria | Raia | Nadador             | Nacionalidade     | Tempo | Notas            |
| ---- | ------- | ---- | ------------------- | ----------------- | ----- | ---------------- |
| 1    | 14      | 4    | César Cielo         | Brasil            | 22,03 | Q                |
| 1    | 15      | 4    | Nathan Adrian       | Estados Unidos    | 22,03 | Q                |
| 1    | 15      | 8    | George Bovell       | Trinidad e Tobago | 22,03 | Q                |
| 4    | 16      | 8    | Adam Brown          | Reino Unido       | 22,08 | Q                |
| 5    | 15      | 2    | Krisztián Takács    | Hungria           | 22,15 | Q                |
| 5    | 16      | 5    | Stefan Nystrand     | Suécia            | 22,15 | Q                |
| 7    | 15      | 1    | Sergey Fesikov      | Rússia            | 22,16 | Q                |
| 7    | 16      | 1    | Marco Orsi          | Itália            | 22,16 | Q                |
| 9    | 16      | 6    | Matthew Abood       | Austrália         | 22,17 | Q                |
| 10   | 15      | 3    | Alain Bernard       | França            | 22,19 | Q                |
| 11   | 16      | 2    | Gideon Louw         | África do Sul     | 22,21 | Q                |
| 12   | 15      | 6    | Luca Dotto          | Itália            | 22,25 | Q                |
| 13   | 14      | 5    | Bruno Fratus        | Brasil            | 22,26 | Q                |
| 14   | 15      | 7    | Matt Targett        | Austrália         | 22,31 | Q                |
| 15   | 16      | 7    | Roland Schoeman     | África do Sul     | 22,32 | Q                |
| 16   | 14      | 3    | Andrey Grechin      | Rússia            | 22,33 | Q                |
| 17   | 15      | 5    | Brent Hayden        | Canadá            | 22,34 |                  |
| 17   | 13      | 1    | David Dunford       | Quênia            | 22,34 |                  |
| 19   | 14      | 8    | Dominik Kozma       | Hungria           | 22,36 |                  |
| 20   | 16      | 3    | Cullen Jones        | Estados Unidos    | 22,37 |                  |
| 21   | 16      | 4    | Frédérick Bousquet  | França            | 22,38 |                  |
| 22   | 14      | 6    | Andriy Govorov      | Ucrânia           | 22,51 |                  |
| 23   | 14      | 7    | Simon Burnett       | Reino Unido       | 22,54 |                  |
| 24   | 13      | 4    | Lü Zhiwu            | China             | 22,55 |                  |
| 25   | 11      | 5    | Brett Fraser        | Ilhas Caimã       | 22,65 |                  |
| 25   | 14      | 2    | Marco di Carli      | Alemanha          | 22,65 |                  |
| 27   | 13      | 3    | Ari-Pekka Liukkonen | Finlândia         | 22,67 |                  |
| 28   | 12      | 8    | Roy-Allan Burch     | Bermudas          | 22,69 | Recorde nacional |
| 29   | 12      | 4    | Hanser García       | Cuba              | 22,72 |                  |
| 30   | 13      | 2    | Jasper Aerents      | Bélgica           | 22,73 |                  |

| Ver o restante da classificação | Ver o restante da classificação | Ver o restante da classificação | Ver o restante da classificação | Ver o restante da classificação | Ver o restante da classificação | Ver o restante da classificação |
| Pos.                            | Bateria                         | Raia                            | Nadador                         | Nacionalidade                   | Tempo                           | Notas                           |
| ------------------------------- | ------------------------------- | ------------------------------- | ------------------------------- | ------------------------------- | ------------------------------- | ------------------------------- |
| 31                              | 13                              | 8                               | Flori Lang                      | Suíça                           | 22,80                           |                                 |
| 32                              | 13                              | 6                               | Alexandre Agosthino             | Portugal                        | 22,81                           |                                 |
| 33                              | 13                              | 7                               | Odysseas Meladinis              | Grécia                          | 22,90                           |                                 |
| 34                              | 12                              | 3                               | Mindaugas Sadauskas             | Lituânia                        | 22,95                           |                                 |
| 35                              | 12                              | 1                               | Barry Murphy                    | Irlanda                         | 22,96                           |                                 |
| 36                              | 14                              | 1                               | Filip Rypych                    | Polónia                         | 22,99                           |                                 |
| 37                              | 13                              | 5                               | Elvis Burrows                   | Bahamas                         | 23,14                           |                                 |
| 38                              | 12                              | 7                               | Shehab Younis                   | Egito                           | 23,17                           |                                 |
| 39                              | 11                              | 4                               | Sidni Hoxha                     | Albânia                         | 23,18                           | Recorde nacional                |
| 40                              | 12                              | 6                               | Virdhawal Khade                 | Índia                           | 23,21                           |                                 |
| 41                              | 12                              | 5                               | Juan Manuel Cambindo            | Colômbia                        | 23,31                           |                                 |
| 42                              | 11                              | 3                               | Ivars Akmentiņš                 | Letônia                         | 23,57                           |                                 |
| 43                              | 10                              | 4                               | Andrew Chetcuti                 | Malta                           | 23,65                           |                                 |
| 44                              | 10                              | 2                               | Amine Kouame                    | Marrocos                        | 23,83                           |                                 |
| 45                              | 9                               | 4                               | Luke Hall                       | Essuatíni                       | 23,92                           |                                 |
| 46                              | 10                              | 3                               | Yellow Yeiyah                   | Nigéria                         | 24,01                           |                                 |
| 46                              | 11                              | 2                               | Oliver Elliot                   | Chile                           | 24,01                           |                                 |
| 48                              | 10                              | 6                               | José Montoya                    | Costa Rica                      | 24,12                           |                                 |
| 49                              | 11                              | 8                               | Anthony Clark                   | Polinésia Francesa              | 24,15                           |                                 |
| 50                              | 11                              | 6                               | Serghei Golban                  | Moldávia                        | 24,23                           |                                 |
| 51                              | 11                              | 1                               | Mohammad Bidaryan               | Irão                            | 24,33                           |                                 |
| 52                              | 11                              | 7                               | Kareem Ennab                    | Jordânia                        | 24,35                           |                                 |
| 53                              | 9                               | 7                               | Chakyl Camal                    | Moçambique                      | 24,40                           |                                 |
| 54                              | 9                               | 5                               | Christopher Duenas              | Guam                            | 24,41                           |                                 |
| 55                              | 10                              | 5                               | Mikael Koloyan                  | Armênia                         | 24,45                           |                                 |
| 56                              | 9                               | 2                               | Julien Brice                    | Santa Lúcia                     | 24,59                           |                                 |
| 57                              | 8                               | 3                               | Heshan Unamboowe                | Sri Lanka                       | 24,64                           |                                 |
| 57                              | 9                               | 3                               | Gerard Baldrich Pujol           | Andorra                         | 24,64                           |                                 |
| 59                              | 10                              | 1                               | Kevin Avila                     | Guatemala                       | 24,66                           |                                 |
| 60                              | 8                               | 6                               | Esau Simpson                    | Granada                         | 24,72                           |                                 |
| 61                              | 9                               | 6                               | Nicholas Coard                  | Granada                         | 24,78                           |                                 |
| 62                              | 9                               | 8                               | Niall Roberts                   | Guiana                          | 24,80                           |                                 |
| 63                              | 8                               | 4                               | Mahfizur Rahman Sagor           | Bangladesh                      | 24,82                           |                                 |
| 64                              | 10                              | 8                               | Abbas Raad                      | Líbano                          | 24,95                           |                                 |
| 65                              | 8                               | 7                               | Sergey Krovyakov                | Turquemenistão                  | 25,11                           |                                 |
| 66                              | 4                               | 8                               | Adama Ouedraogo                 | Burquina Fasso                  | 25,33                           |                                 |
| 67                              | 9                               | 1                               | Emile Bakale                    | República do Congo              | 25,38                           |                                 |
| 68                              | 7                               | 7                               | Mark Thompson                   | Zâmbia                          | 25,70                           |                                 |
| 69                              | 7                               | 1                               | Indra Rakotondrazanaka          | Madagáscar                      | 25,72                           |                                 |
| 69                              | 8                               | 5                               | Kerson Hadley                   | Estados Federados da Micronésia | 25,72                           |                                 |
| 71                              | 7                               | 5                               | Kouassi Brou                    | Costa do Marfim                 | 25,81                           |                                 |
| 72                              | 7                               | 2                               | Christian Nikles                | Brunei                          | 25,86                           |                                 |
| 73                              | 6                               | 3                               | Tolga Akcayli                   | São Vicente e Granadinas        | 25,96                           |                                 |
| 74                              | 7                               | 8                               | Mamadou Soumare                 | Mali                            | 26,05                           |                                 |
| 75                              | 10                              | 7                               | Tamir Andryei                   | Mongólia                        | 26,26                           |                                 |
| 76                              | 8                               | 1                               | John Kamyuka                    | Botswana                        | 26,30                           |                                 |
| 77                              | 8                               | 2                               | Shane Mangroo                   | Seicheles                       | 26,32                           |                                 |
| 78                              | 7                               | 3                               | Zachary Payne                   | Ilhas Cook                      | 26,50                           |                                 |
| 79                              | 6                               | 4                               | Tawil Majd                      | Palestina                       | 26,65                           |                                 |
| 80                              | 6                               | 5                               | Israr Hussain                   | Paquistão                       | 27,03                           |                                 |
| 81                              | 6                               | 8                               | Hemthon Ponloeu                 | Camboja                         | 27,22                           |                                 |
| 82                              | 6                               | 7                               | Prasiddha Jung Shah             | Nepal                           | 27,30                           |                                 |
| 83                              | 5                               | 7                               | Chamraen Youri Maximov          | Camboja                         | 27,48                           |                                 |
| 84                              | 6                               | 1                               | Ganzi Mugula                    | Uganda                          | 27,58                           |                                 |
| 84                              | 4                               | 3                               | Paul Edingue Ekane              | Camarões                        | 27,58                           |                                 |
| 84                              | 6                               | 6                               | Shailesh Shumsher Rana          | Nepal                           | 27,58                           |                                 |
| 87                              | 3                               | 2                               | Mohamed Abd Elrawf Mahmoud      | Sudão                           | 27,67                           |                                 |
| 88                              | 4                               | 4                               | Abdourahman Osman               | Djibuti                         | 27,69                           |                                 |
| 89                              | 4                               | 5                               | Farhan Sultan                   | Bahrein                         | 27,70                           |                                 |
| 90                              | 4                               | 2                               | Giordan Harris                  | Ilhas Marshall                  | 27,71                           |                                 |
| 91                              | 2                               | 2                               | Jackson Niyomugabo              | Ruanda                          | 27,73                           |                                 |
| 91                              | 3                               | 6                               | Ching Maou Wei                  | Samoa Americana                 | 27,73                           |                                 |
| 93                              | 2                               | 7                               | Patrick Rukundo                 | Ruanda                          | 28,08                           |                                 |
| 94                              | 5                               | 6                               | Zandan Gunsennorou              | Mongólia                        | 28,14                           |                                 |
| 95                              | 3                               | 4                               | Shawn Wallace                   | Palau                           | 28,21                           |                                 |
| 96                              | 8                               | 8                               | Athoumani Youssouf              | Comores                         | 28,52                           |                                 |
| 97                              | 4                               | 6                               | Jeffrey Orel                    | Antígua e Barbuda               | 28,57                           |                                 |
| 98                              | 5                               | 3                               | Conrad Gaira                    | Uganda                          | 28,65                           |                                 |
| 99                              | 5                               | 8                               | Mulualem Girma Teshale          | Etiópia                         | 28,81                           |                                 |
| 100                             | 7                               | 4                               | Ahmed Chawali                   | Comores                         | 28,82                           |                                 |
| 101                             | 3                               | 8                               | Phathana Inthavong              | Laos                            | 28,94                           |                                 |
| 102                             | 5                               | 2                               | Alisher Chingizov               | Tajiquistão                     | 29,05                           |                                 |
| 103                             | 4                               | 7                               | Ammaar Ghadiyali                | Tanzânia                        | 29,23                           |                                 |
| 104                             | 4                               | 1                               | Anauska Ndinga                  | República do Congo              | 29,24                           |                                 |
| 105                             | 2                               | 4                               | Mohamed Eltayeb                 | Sudão                           | 29,49                           |                                 |
| 106                             | 1                               | 4                               | Christian Nassif                | República Centro-Africana       | 29,71                           |                                 |
| 107                             | 5                               | 4                               | Amadou Camara                   | Guiné                           | 29,72                           |                                 |
| 108                             | 3                               | 3                               | Wilfrid Tevoedjre               | Benim                           | 31,49                           |                                 |
| 109                             | 2                               | 5                               | Daniel Langinbelik              | Ilhas Marshall                  | 31,73                           |                                 |
| 110                             | 3                               | 1                               | Iourhanta Mohamed Osman         | Djibuti                         | 31,79                           |                                 |
| 111                             | 7                               | 6                               | Seele Benjamin Ntai             | Lesoto                          | 32,74                           |                                 |
| 112                             | 3                               | 7                               | Mohamed Mamaiv Sani             | Níger                           | 33,37                           |                                 |
| 113                             | 3                               | 5                               | Razak Marafa                    | Níger                           | 33,83                           |                                 |
| 114                             | 5                               | 5                               | Tsepo Mafa                      | Lesoto                          | 34,54                           |                                 |
| 115                             | 1                               | 5                               | Gailloty Croyeb                 | República Centro-Africana       | 35,11                           |                                 |
| 116                             | 2                               | 3                               | Eycub Leebeid                   | Mauritânia                      | 45,18                           |                                 |
| –                               | 1                               | 3                               | Yau Mutas                       | República Democrática do Congo  |                                 | DNS                             |
| –                               | 2                               | 6                               | Hamza Labeid                    | Mauritânia                      |                                 | DSQ                             |
| –                               | 5                               | 1                               | Mamot Faye                      | Gâmbia                          |                                 | DNS                             |
| –                               | 6                               | 2                               | Folarin Ogunsola                | Gâmbia                          |                                 | DNS                             |
| –                               | 12                              | 2                               | Nabil Kebbab                    | Argélia                         |                                 | DNS                             |

### Semifinal
Estes são os resultados das semifinais.

#### Semifinal 1
| Pos. | Raia | Nadador         | Nacionalidade  | Tempo | Notas |
| ---- | ---- | --------------- | -------------- | ----- | ----- |
| 1    | 4    | Nathan Adrian   | Estados Unidos | 21,94 | Q     |
| 2    | 7    | Luca Dotto      | Itália         | 21,97 | Q     |
| 3    | 2    | Alain Bernard   | França         | 22,07 | Q     |
| 4    | 1    | Matt Targett    | Austrália      | 22,09 |       |
| 5    | 6    | Marco Orsi      | Itália         | 22,13 |       |
| 6    | 5    | Adam Brown      | Reino Unido    | 22,21 |       |
| 7    | 3    | Stefan Nystrand | Suécia         | 22,23 |       |
| 8    | 8    | Andrey Grechin  | Rússia         | 22,36 |       |

#### Semifinal 2
| Pos. | Raia | Nadador          | Nacionalidade     | Tempo | Notas |
| ---- | ---- | ---------------- | ----------------- | ----- | ----- |
| 1    | 1    | Bruno Fratus     | Brasil            | 21,76 | Q     |
| 2    | 4    | César Cielo      | Brasil            | 21,79 | Q     |
| 3    | 3    | Krisztián Takács | Hungria           | 21,97 | Q     |
| 4    | 5    | George Bovell    | Trinidad e Tobago | 22,02 | Q     |
| 4    | 7    | Gideon Louw      | África do Sul     | 22,02 | Q     |
| 6    | 6    | Sergey Fesikov   | Rússia            | 22,09 |       |
| 7    | 2    | Matthew Abood    | Austrália         | 22,16 |       |
| 8    | 8    | Roland Schoeman  | África do Sul     | 22,42 |       |

#### Desempate
| Pos. | Raia | Nadador        | Nacionalidade | Tempo | Notas |
| ---- | ---- | -------------- | ------------- | ----- | ----- |
| 1    | 4    | Matt Targett   | Austrália     | 22,15 |       |
| 2    | 5    | Sergey Fesikov | Rússia        | 22,32 |       |

### Final
| Pos.              | Raia | Nadador          | Nacionalidade     | Tempo | Notas |
| ----------------- | ---- | ---------------- | ----------------- | ----- | ----- |
| Medalha de ouro   | 5    | César Cielo      | Brasil            | 21,52 |       |
| Medalha de prata  | 6    | Luca Dotto       | Itália            | 21,90 |       |
| Medalha de bronze | 8    | Alain Bernard    | França            | 21,92 |       |
| 4                 | 3    | Nathan Adrian    | Estados Unidos    | 21,93 |       |
| 5                 | 4    | Bruno Fratus     | Brasil            | 21,96 |       |
| 6                 | 2    | Krisztián Takács | Hungria           | 21,99 |       |
| 7                 | 1    | George Bovell    | Trinidad e Tobago | 22,04 |       |
| 8                 | 7    | Gideon Louw      | África do Sul     | 22,11 |       |

Legenda
| Recorde mundial       | Recorde mundial (World record)               |                       | Recorde africano                      | Recorde africano (African) |                                           | Q | Classificado por posição (Qualified) |
| Recorde do campeonato | Recorde do campeonato (Championship record)  | Recorde da América    | Recorde da América (Americas)         | q                          | Classificado por melhor tempo (Qualified) |   |                                      |
| Melhor marca do ano   | Melhor marca do ano (World leading)          | Recorde asiático      | Recorde asiático (Asian)              | DNS                        | Não largou (Did not start)                |   |                                      |
| Recorde nacional      | Recorde nacional (National record)           | Recorde europeu       | Recorde europeu (European)            | DNF                        | Não terminou (Did not finish)             |   |                                      |
| Recorde pessoal       | Recorde pessoal do atleta (Personal best)    | Recorde da Oceania    | Recorde da Oceania (Oceania)          | DSQ / DQ                   | Desclassificado (Disqualified)            |   |                                      |
| Recorde da temporada  | Recorde da temporada do atleta (Season best) | Recorde sul-americano | Recorde sul-americano (South America) | NM                         | Sem marca (No mark)                       |   |                                      |